# Alessandro Cortese de Bosis
Alessandro Cortese de Bosis, o De Bosis (Roma, 23 aprile 1926), è un ex diplomatico e scrittore italiano.
Nato a Roma da famiglia di letterati e antifascisti - suo nonno era Adolfo De Bosis, suo zio fu Lauro, l'autore del famoso "volo su Roma", e sua zia Virginia Vacca, studiosa dell'Islam - durante l’occupazione tedesca di Roma nel 1943-44, fu ospite del Pontificio Ateneo Lateranense, dove numerosi giovani, cristiani ed ebrei, erano stati accolti per sfuggire alla leva militare fascista o per salvarsi dalle razzie delle SS.
Dopo la liberazione di Roma, partecipò alle successive fasi della guerra contro i nazifascisti inquadrato nel C.I.L., il Corpo Italiano di Liberazione, svolgendo le mansioni, grazie alla sua ottima padronanza della lingua inglese, di ufficiale di collegamento con l’8ª Armata britannica.
Finita la guerra, nel 1948 si laureò in giurisprudenza all'Università di Roma, intraprendendo poi, nel 1954, la carriera diplomatica.
Nel 1956 fu vice console a Parigi, mentre dal 1958 fu membro della Delegazione permanente d'Italia presso l'O.E.C.E.- Organizzazione per la cooperazione economica europea, sempre a Parigi. Dopo diversi incarichi tra Roma, Budapest e Parigi, nel 1962 venne destinato a Mosca, Unione Sovietica, dove rimase fino al 1966, quando venne trasferito a Washington, negli Stati Uniti.
Rientrato in patria nel 1969, nel 1976 diventò Console generale a New York, dove istituì la prima scuola italiana negli Stati Uniti, il Liceo “Guglielmo Marconi”. Promosse inoltre il Convegno di Studi sulla “Presenza della cultura italiana negli Stati Uniti” svoltosi nell’Università di Harvard presso il Comitato Interdisciplinare intitolato a Lauro de Bosis.
Nel 1982 fu promosso ad Ambasciatore d'Italia in Ungheria, incarico che lasciò l'anno seguente, con la nomina a Direttore Generale delle Relazioni Culturali del Ministero degli Esteri.
Nel 1985 fu nominato ambasciatore a Copenaghen, in Danimarca, fino al 1990, quando fu trasferito presso il Quartier generale della Forza Multilaterale e Osservatori per il Sinai in Roma, con l'incarico Consigliere Diplomatico.
Lasciata la diplomazia, una volta in pensione si è dedicato ad iniziative culturali, come la curatela delle opere e della memoria dello zio Lauro De Bosis, poeta e aviatore antifascista e la costituzione dell'Associazione Adolfo e Lauro de Bosis, che ha sede nella Torre Clementina di Portonovo di Ancona.
Sua moglie era la pianista Marina Boesch, scomparsa nel 2012.
Dal 2013 al 2021 è Presidente Nazionale della Associazione nazionale combattenti forze armate regolari guerra di Liberazione (ANCFARGL), della quale è stato per anni Vice Presidente.

## Opere di Alessandro Cortese de Bosis
- Storia della mia morte: il volo antifascista su Roma di Lauro De Bosis, a cura di Alessandro Cortese De Bosis, con carte e documenti inediti, Mancosu edizioni, 1995.
- In terra di nessuno, edizioni Gabrieli.
- Sono entrati a Roma, dai Galli di Brenno agli Americani di Clark, Pr1agmatica Edizioni.
- Il romanzo della Torre di Portonovo, Ancona, Il lavoro editoriale, 2016.